# Марк Эмилий Лепид (триумвир)
Марк Эми́лий Ле́пид (лат. Marcus Aemilius Lepidus; родился около 89 года до н. э., Рим, Римская республика — умер в конце 13 или начале 12 года до н. э., Рим, Римская империя) — древнеримский военачальник и политический деятель из патрицианского рода Эмилиев Лепидов, консул 46 и 42 годов до н. э., участник второго триумвирата. Политическую карьеру он начал в 60-е годы до н. э. Не позже 49 года до н. э. примкнул к Гаю Юлию Цезарю, в 48 году управлял Ближней Испанией, где смог бескровно подавить мятеж. За свои военные заслуги получил триумф и консулат на 46 год до н. э. В эти годы Лепид находился на первых позициях в окружении Цезаря и мог рассматриваться как его потенциальный преемник на посту диктатора.
После убийства Цезаря Марк Эмилий первым потребовал мести за него. Он занял пост верховного понтифика, но вскоре был вынужден уехать в свои провинции (Ближнюю Испанию и Нарбонскую Галлию). В начале 43 года до н. э. Лепид должен был по приказу сената разгромить ещё одного цезарианца, Марка Антония, но вместо этого объединился с ним (во многом под нажимом своих подчинённых). Совместно Лепид и Антоний двинулись на Рим, а осенью заключили союз с Октавианом, известный как Второй триумвират. Их целью был разгром убийц Цезаря. Совместно триумвиры, ставшие высшими должностными лицами Республики с неограниченными полномочиями, организовали проскрипционные убийства (в числе их жертв оказался Марк Туллий Цицерон), а затем Лепид получил второй консулат, на 42 год до н. э. Довольно быстро он был оттеснён от власти своими коллегами, которые были более способными военными и политиками и обладали большей популярностью в армии. С 40 года до н. э. Марк Эмилий управлял Африкой. В 36 году до н. э. он поддержал Октавиана в его войне с Секстом Помпеем. Когда последний был полностью разгромлен, Лепид присоединил его войска к своим и попытался вернуть себе верховную власть, но солдаты его оставили, не желая новой гражданской войны. Марк Эмилий получил от Октавиана пощаду. Все последующие годы до самой смерти он провёл на своей вилле в Лации, под надзором и как частное лицо.

## Биография

### Происхождение
Марк Эмилий принадлежал к знатному патрицианскому роду Эмилиев, который античные авторы относили к самым старым семействам Рима. В честь этого рода получила своё название одна из восемнадцати старейших триб. Его генеалогию возводили либо к Пифагору, либо к царю Нуме Помпилию, а одна из версий традиции, приводимая Плутархом, называет Эмилией дочь Энея и Лавинии, родившую от Марса Ромула — легендарного основателя Рима. Представителей этого рода отличали, по словам Плутарха, «высокие нравственные качества, в которых они неустанно совершенствовались».
Первый носитель когномена Лепид (Lepidus) достиг консульства в 285 году до н. э. Отцом Марка Эмилия был консул 78 года до н. э. того же имени; о деде и прадеде, носивших преномены Квинт и Марк соответственно, точно ничего не известно. Согласно предположению В. Друмана, Марк-прадед — это военный трибун, сражавшийся при Магнезии в 189 году до н. э. Другие историки считают соответствующим действительности сообщение Марка Туллия Цицерона о том, что Марк Эмилий Лепид-триумвир был правнуком консула 187 и 175 годов до н. э.
Матерью Марка Эмилия была Аппулея. В общей сложности в семье было трое сыновей: Марк Эмилий Лепид, Луций Эмилий Лепид Павел (консул 50 года до н. э.) и Луций Корнелий Сципион Азиатский Эмилиан. Последний был отдан на усыновление Луцию Корнелию Сципиону Азиатскому, консулу 83 года до н. э., и погиб совсем молодым в 77 году до н. э.

### Ранние годы и начало карьеры
Исследователи датируют рождение Марка Эмилия Лепида приблизительно 89 годом до н. э. При этом они исходят из даты его консулата и требований Корнелиева закона, установившего минимальные временные промежутки между магистратурами. Отец Марка Эмилия во время своего консулата поднял мятеж против сулланского режима, но потерпел поражение и вскоре умер (77 год до н. э.). По данным некоторых источников, его смерть приблизили известия из Рима о том, что жена ему изменяет.
Первое упоминание о Марке Эмилии-младшем в сохранившихся источниках относится к 64 году до н. э.: Макробий называет Лепида в числе понтификов, присутствовавших на обеде в честь посвящения Луция Корнелия Лентула Нигра во фламины Марса. Другими гостями были Квинт Лутаций Катул Капитолин, Гай и Луций Юлии Цезари, Децим Юний Силан. Марк Туллий Цицерон в речи «Об ответах гаруспиков» упоминает жреца Лепида в связи с событиями 57 года до н. э. Тогда коллегии понтификов пришлось рассмотреть вопрос о правомерности снятии религиозного запрета с земельного участка на Палатине, где стоял дом Цицерона и где Публий Клодий Пульхр, добившись изгнания оратора, поставил статую Свободы. По возвращении в Рим Цицерон восстановил свой дом, а Клодий объявил это кощунством. Понтифики единогласно высказались в поддержку Марка Туллия.
Предположительно в 61 году до н. э. Марк Эмилий занимал должность монетария. В январе 52 года до н. э., через два дня после гибели Публия Клодия, он был назначен интеррексом для проведения консульских выборов. Известно, что Лепид отказался созывать комиции, поскольку предполагал, что на выборах победят союзники Клодия Квинт Цецилий Метелл Пий Сципион Назика и Луций Плавтий Гипсей; тогда возмущённая толпа после пятидневной осады взяла штурмом и разграбила его дом. Сенат позже признал это «деянием, направленным против государства».
Продвигаясь по cursus honorum, Марк Эмилий должен был последовательно занимать должности квестора и курульного эдила. Дата квестуры неизвестна; эдилитет должен был приходиться на период до 52 года до н. э. Исследователи относят его предположительно к 53 году.

### На стороне Цезаря

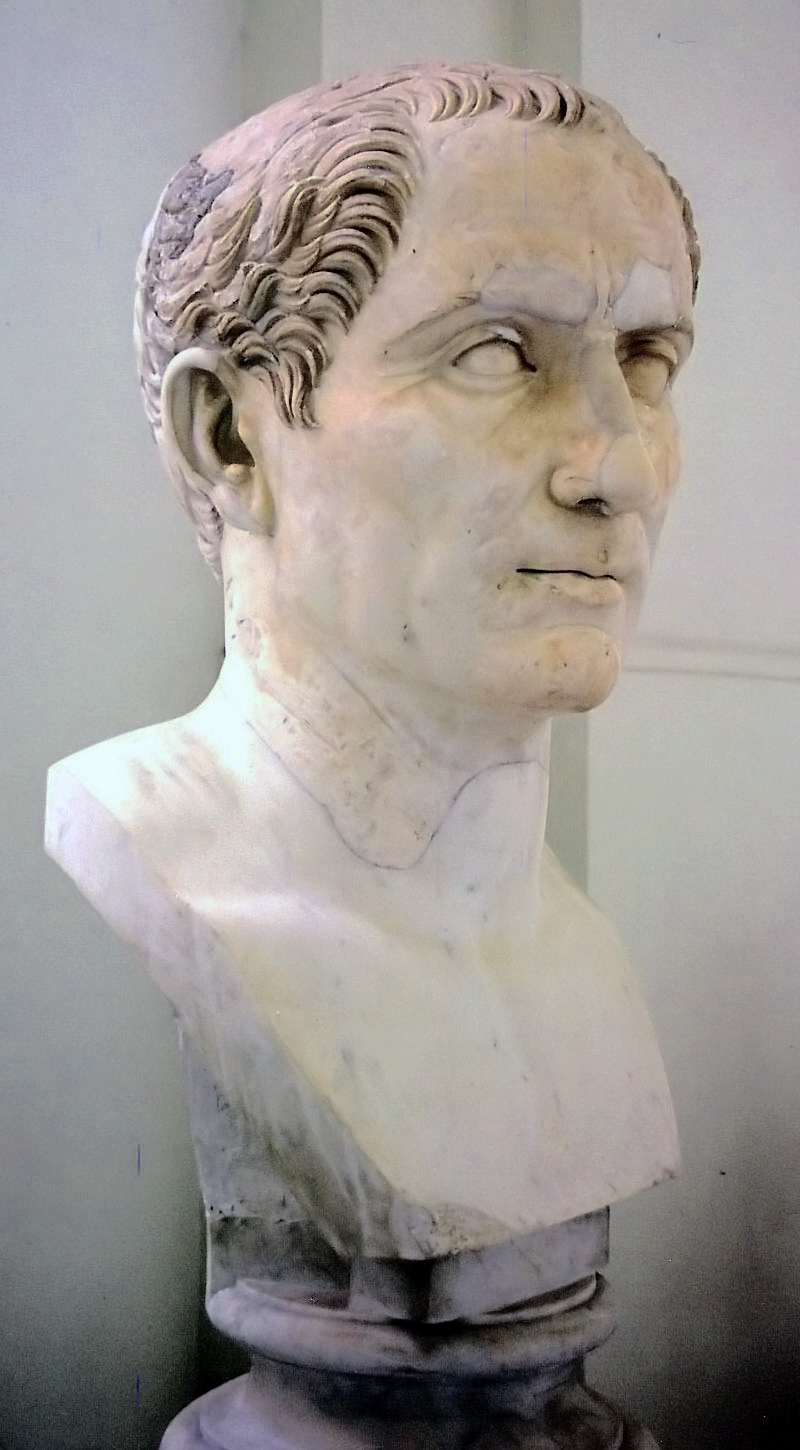
Бюст Цезаря из Национального археологического музея в Неаполе. Начало II века н. э.

В 49 году до н. э. Марк Эмилий был претором. По мнению А. Егорова, именно в это время он стал союзником Гая Юлия Цезаря, начавшего войну против Гнея Помпея Великого и сенатского большинства. Когда Цезарь занял Рим и отправился в Испанию, чтобы разгромить армии Помпея, столицу он поручил заботам Лепида. В конце года Марк Эмилий как старший из магистратов, находившихся тогда в Риме, провёл закон о назначении Цезаря диктатором. По данным Аппиана, закон был принят народным собранием без одобрения сената, но в историографии это считают маловероятным.
В благодарность за сотрудничество Цезарь назначил Лепида проконсулом Ближней Испании на 48 год до н. э. Ситуация на Пиренейском полуострове была в это время нестабильной, поскольку Цезарь не уничтожил, а только распустил находившиеся там помпеянские армии. Злоупотребления коллеги Лепида, наместника Дальней Испании Квинта Кассия Лонгина, вызвали мятеж, возглавленный Титом Торием, Луцием Рацилием и Марком Клавдием Марцеллом Эзернином; при этом мятежники заявили о своей лояльности Цезарю. Лепид с 35 когортами и конницей прибыл на помощь Лонгину к городу Улия и выступил в роли посредника. Сначала ему сдался Марцелл Эзернин, потом согласился прекратить военные действия Квинт Кассий. Лонгин был вскоре заменён Гаем Требонием, а Марцелл отправился в изгнание. В результате Марк Эмилий смог добиться бескровного окончания новой гражданской войны. За это он получил титул императора, а по возвращении в Рим (осенью 47 года до н. э.) был удостоен триумфа.
В 46 году до н. э. Цезарь сделал Лепида своим коллегой по консулату; в результате тот стал равным по положению Марку Антонию, второму человеку в Республике. Как раз в это время Цезарь был недоволен Антонием по ряду причин и предположительно рассматривал Марка Эмилия как возможную замену. Дион Кассий и Евтропий называют Лепида начальником конницы применительно к событиям того же года, но это противоречит Капитолийским фастам, которые говорят только о 45 годе до н. э. В любом случае Марк Эмилий оставался начальником конницы до конца правления Цезаря, а во время Африканской и Испанской войн был единственным высшим магистратом, находившимся в Риме (правда, его власть ограничивали восемь префектов, назначенных Цезарем).
В завещании, которое Гай Юлий составил 13 сентября 45 года до н. э., Лепид упомянут не был (во всяком случае, на первых ролях). На 44 год диктатор назначил Марка Эмилия наместником Нарбонской Галлии и Ближней Испании: это была очень значимая должность, которая тем не менее лишала Лепида статуса второго человека в Республике. Это может означать, что Цезарь уже не рассматривал его как гипотетическую замену для себя или для Марка Антония. Лепид не поехал во вверенные ему провинции, предпочитая управлять ими через «своих друзей». Согласно Цицерону, во время праздника Луперкалий 15 февраля 44 года он протестовал против предложения Антония увенчать Цезаря диадемой.

### После гибели Цезаря
15 марта 44 года до н. э., когда Марк Эмилий находился в Риме в качестве начальника конницы, Гай Юлий был убит заговорщиками во время заседания сената. Известно, что накануне он был на пиру у Лепида, и именно там «за чашею зашёл разговор о том, какая смерть для человека всего лучше. Каждый говорил разное, и только Цезарь сказал, что лучшая смерть — неожиданная» .
Убийство Цезаря действительно стало полной неожиданностью для его сторонников. Марк Эмилий узнал о случившемся, когда находился на Форуме; возможно, он тоже шёл на заседание сената, но опоздал. Убийцы диктатора, в распоряжении которых были гладиаторские отряды, засели на Капитолии, а Лепид укрылся в чужом доме, боясь стать ещё одной жертвой политического террора, но позже первым из цезарианцев начал действовать. Ночью с 15 на 16 марта Марк Эмилий ввёл в город легион, находившийся на одном из тибрских островов, и занял Марсово поле. По-видимому, он был готов к решительным действиям, но его остановил Марк Антоний, ставший неформальным главой цезарианской партии как действующий консул. Оба они хотели отомстить за Цезаря (первым о мести заговорил Марк Эмилий), и втайне каждый надеялся занять его место, но было непонятно, какую позицию займёт сенат и каково в целом соотношение сил.
16 марта начались переговоры, посредником в которых стал консул-суффект Публий Корнелий Долабелла. Лепид и Антоний согласились обсудить спорные вопросы в сенате, гарантировали убийцам Цезаря безопасность и предоставили в заложники своих сыновей. Сенат заседал 17 марта в храме Богини Земли; на пути туда Лепид и Антоний были встречены аплодисментами толпы, но среди сенаторов они не встретили безусловной поддержки. В результате было принято компромиссное решение: амнистировать убийц диктатора, но при этом оставить в силе все его распоряжения. Требование мести за Цезаря стало неактуальным, что ослабило позиции Лепида. К тому же Антоний 10 апреля добился принятия закона о ликвидации диктатуры, лишив таким образом Марка Эмилия его полномочий в столице. Лепиду пришлось отказаться от участия во внутриполитической борьбе и уехать в свои провинции, приняв в качестве своеобразной компенсации должность верховного понтифика, освободившуюся со смертью Цезаря (эпитоматор Ливия пишет в связи с этим о «захвате»).
В Испании Лепиду пришлось противостоять Сексту Помпею — сыну Гнея Помпея Великого, набравшему воинов среди испанцев и взявшему Новый Карфаген. Марк Эмилий уговорил Секста покинуть Пиренейский полуостров, и тот сначала уехал в Массилию, а потом обосновался в Сицилии. В послании к сенату Лепид изобразил это как свою большую победу и был удостоен благодарственных молебствий богам (28 ноября 44 года до н. э.) и конной статуи (3 января 43 года до н. э.), а также был повторно провозглашён императором. Марк Эмилий так и не поблагодарил за это сенаторов, поскольку понимал, что они хотят использовать его против Антония.

### Оформление второго триумвирата

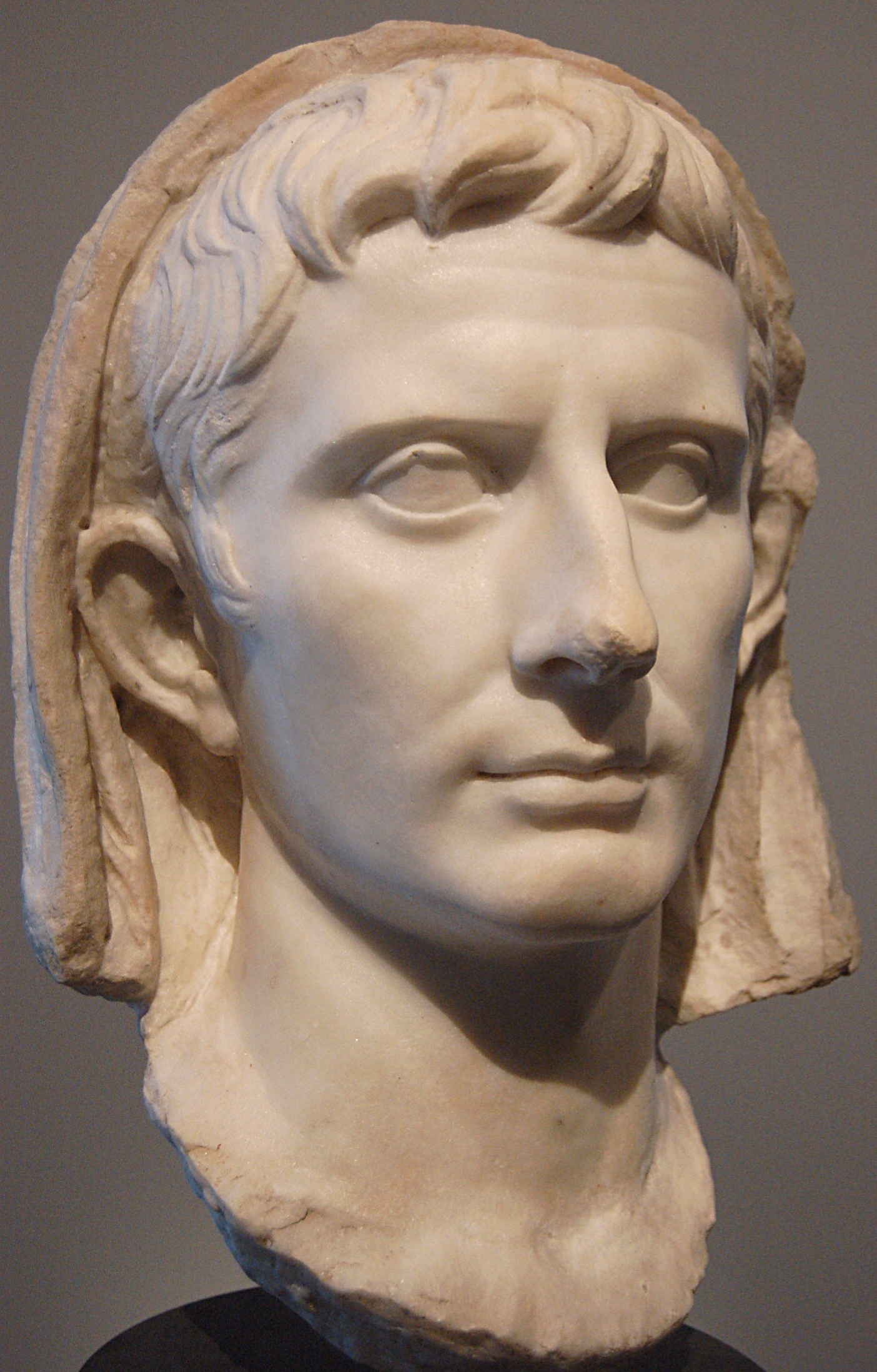
Бюст Октавиана. Национальный археологический музей в Анконе

Пока Лепид находился в Испании, внутриполитический конфликт в Риме перерос в новую гражданскую войну. Убийцам Цезаря пришлось тоже оставить Италию, о своих претензиях на власть заявил приёмный сын диктатора Октавиан, Марк Антоний осадил в Мутине Децима Юния Брута Альбина, а на помощь последнему сенат направил Октавиана и обоих консулов 43 года до н. э. От Лепида ждали решительной поддержки сенатской армии, но он выжидал, планируя действовать по обстоятельствам. 20 марта 43 года до н. э. в сенате было зачитано письмо Марка Эмилия, в котором содержалось предложение заключить с Антонием мир и которое вызвало ярость у Цицерона. Мутинская война была продолжена, и Лепид получил от сената приказ направить консулам помощь. Он двинул к Мутине корпус под командованием Марка Юния Силана, но дал этому своему легату настолько неопределённые инструкции, что тот счёл возможным присоединиться к Антонию. Тем не менее Антоний потерпел полное поражение и был вынужден уйти за Альпы — в провинцию Лепида.
Примерно в середине мая 43 года до н. э. вблизи от города Форум Юлия в Нарбонской Галлии произошла встреча двух армий — Антония и Лепида. В каждой было примерно по семь легионов, но солдаты Марка Эмилия не хотели воевать, а их командир не мог решить, что ему делать. Известно, что Лепид настойчиво просил наместника Косматой Галлии Луция Мунация Планка прийти к нему на помощь; 29 мая, когда значительная часть его армии перешла на сторону противника, он был вынужден заключить открытый союз с Антонием. При этом последний «почтительно его приветствовал, назвал отцом и сохранил за ним титул императора и все почести». Формально Марк Эмилий стал командиром объединённой армии, но реальная власть принадлежала одному Антонию.
Вскоре к четырнадцати легионам Лепида и Антония присоединились два легиона Гая Азиния Поллиона и три легиона Луция Мунация Планка. Большая часть солдат Брута Альбина перебежала к цезарианцам, а сам Брут вскоре был убит. Сенат в ответ на всё это 30 июня объявил Марка Эмилия «врагом отечества» вслед за Антонием и постановил убрать его статую с Капитолия, но каких-либо последствий это не имело: объединённая армия цезарианцев, включавшая семнадцать легионов, двинулась на Рим. Ей должен был противостоять Октавиан, но этот военачальник предпочёл занять Рим и добиться принятия закона, по которому убийцы Цезаря должны были подлежать суду. Сенат под давлением Октавиана отменил свои санкции против Лепида и Антония. В ноябре 43 года до н. э. эти трое полководцев встретились в Бононии и там заключили соглашение (Марк Эмилий на переговорах был посредником между Антонием и Октавианом). Они создавали триумвират, который должен был взять на себя власть над Республикой и покарать убийц Цезаря; по результатам раздела западных провинций (весь Восток тогда контролировался Брутом и Кассием) Лепид сохранил за собой Ближнюю Испанию и Нарбонскую Галлию, а в придачу получил Дальнюю Испанию.
В течение трёх дней триумвиры вступали в Рим — каждый с одним из своих легионов. 27 ноября 43 года до н. э. Тициев закон сделал триумвират официальным органом власти, получавшим на 5 лет исключительные полномочия, включая право назначать высших магистратов; в историографии в связи с этим говорят, как правило, о коллективной диктатуре.

### Триумвир

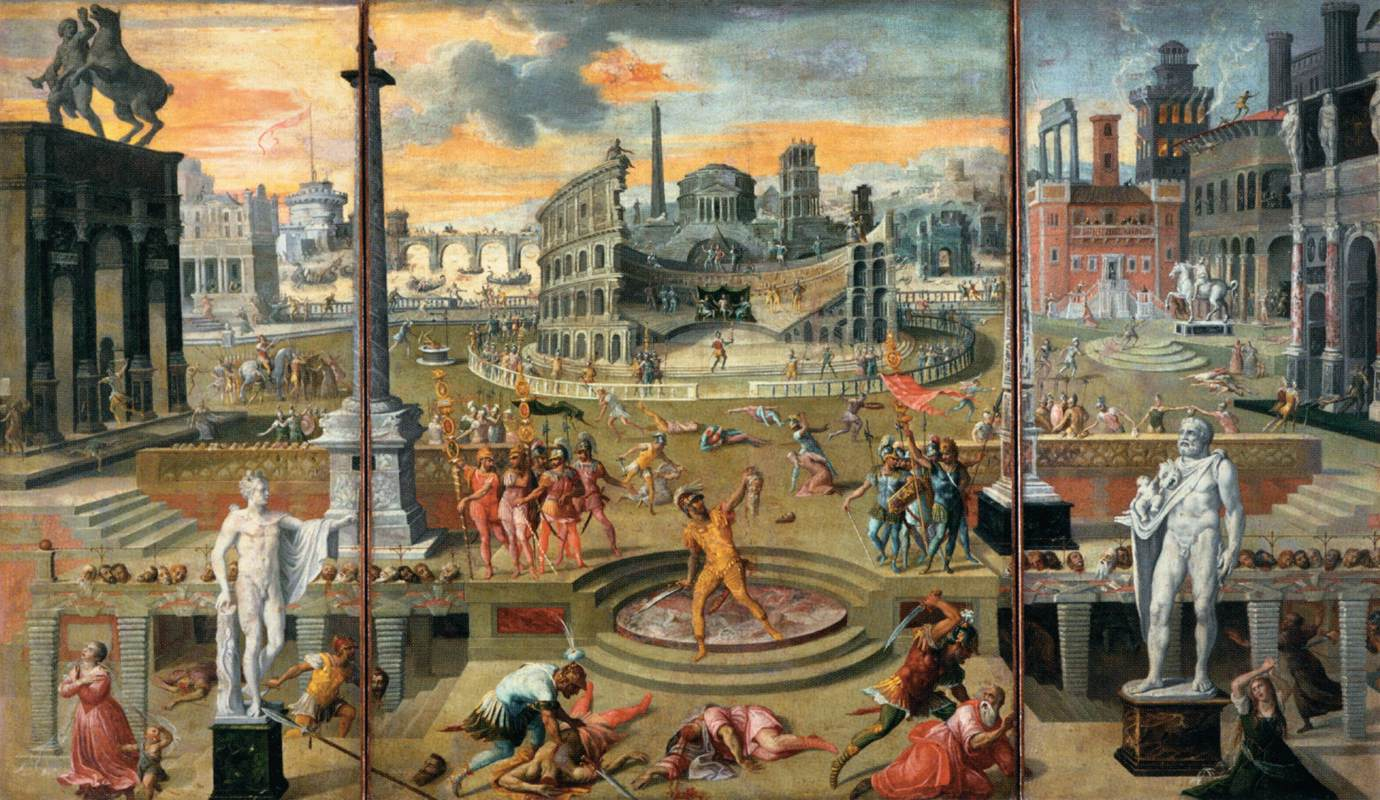
Антуан Карон. Казни триумвирата (1566)

В Риме триумвиры развернули террор против своих политических противников. В проскрипционные списки оказались включены участники убийства Цезаря, те, кто их поддерживал и кто в своё время одобрил провозглашение Лепида и Антония «врагами отечества». Эпитоматор Ливия пишет о 130 проскрибированных, Орозий — о 132, Луций Анней Флор — о 140, Плутарх — о 200 или 300, Аппиан — о 300. Предположительно во всех этих случаях речь идёт только о сенаторах; всадников, по данным Аппиана, погибло около двух тысяч. Все, кто попал в проскрипционные списки, могли быть убиты без каких-либо дополнительных разбирательств, как и люди, оказавшие им какую-либо помощь. За головы проскриптов выплачивалась награда, их имущество подлежало конфискации.
Марк Эмилий согласился на включение в первый список своего брата Луция Эмилия Лепида Павла, поддержавшего ранее сенатские санкции. Однако Павлу удалось спастись (возможно, благодаря тайной поддержке брата). В целом среди погибших было совсем немного видных политиков: помимо Марка Туллия Цицерона, были убиты его брат Квинт, претории (бывшие преторы) Анналис, Турраний и Гай Мунаций Планк, трибуниций (бывший народный трибун) Сальвий, квесторий (бывший квестор) Гай Тораний. Как бы то ни было, благодаря проскрипциям триумвиры смогли уничтожить оппозицию в Риме и завладеть огромными финансовыми средствами, потраченными на армию, а частично присвоенными.
31 декабря 43 года до н. э. Марк Эмилий отпраздновал испанский триумф; известно, что он приказал всем римлянам принять участие в праздновании и пригрозил, что ослушавшихся внесёт в проскрипционные списки. 1 января 42 года до н. э. он во второй раз стал консулом — теперь с Луцием Мунацием Планком. Во главе трёх легионов Лепид остался в Италии, на защите Рима, тогда как его коллеги по триумвирату отправились на Восток воевать с Брутом и Кассием. Это был высший момент в карьере Марка Эмилия: он обладал неограниченной властью над Римом, его имя первым упоминалось в эдиктах триумвиров. Но при этом Лепид оказался обделён военными заслугами, которые появились у Антония и Октавиана благодаря победе при Филиппах; римляне его ненавидели, считая инициатором террора, а преданной армии у Марка практически не было. Его коллеги по триумвирату, опиравшиеся на преданные им 25 легионов, сразу после Филипп организовали передел провинций, фактически игнорируя Лепида. Нарбонская Галлия перешла под управление Антония, Испанию получил Октавиан, тогда как Марк Эмилий потерял даже командование над последними тремя легионами, причём молва обвиняла его в тайных связях с врагом триумвирата Секстом Помпеем, контролировавшим тогда Сицилию. Антоний и Октавиан пообещали коллеге в случае, если эти слухи не подтвердятся, передать ему Африку.
На время Лепид был полностью вытеснен из политики. Ситуация изменилась во время Перузийской войны: брат Марка Антония Луций начал военные действия против Октавиана, и последнему понадобился Марк Эмилий в качестве союзника. Во главе двух легионов Лепид должен был защищать столицу, но его военачальник Ноний открыл ворота вражеской армии. Марк бежал к Октавиану. Больше он не играл видную роль в этой войне. Луций Антоний, войдя в Рим, объявил о своём намерении покарать Октавиана и Лепида за захват власти; вскоре он был осаждён в Перузии и там принуждён к капитуляции.
Несмотря на неудачу, Лепид получил от Октавиана Африку и шесть легионов (40 год до н. э.). Он отправился в эту провинцию и подчинил себе соседнюю Новую Африку (прежде — территорию Нумидийского царства), которая по условиям соглашения должна была принадлежать Октавиану, но фактически контролировалась Антонием. Оба этих триумвира на время смирились с этим самоуправством, поскольку каждый рассчитывал использовать Марка Эмилия против второго коллеги. Антоний присылал к Лепиду своего вольноотпущенника Каллия, но какая-либо чёткая договорённость достигнута не была.

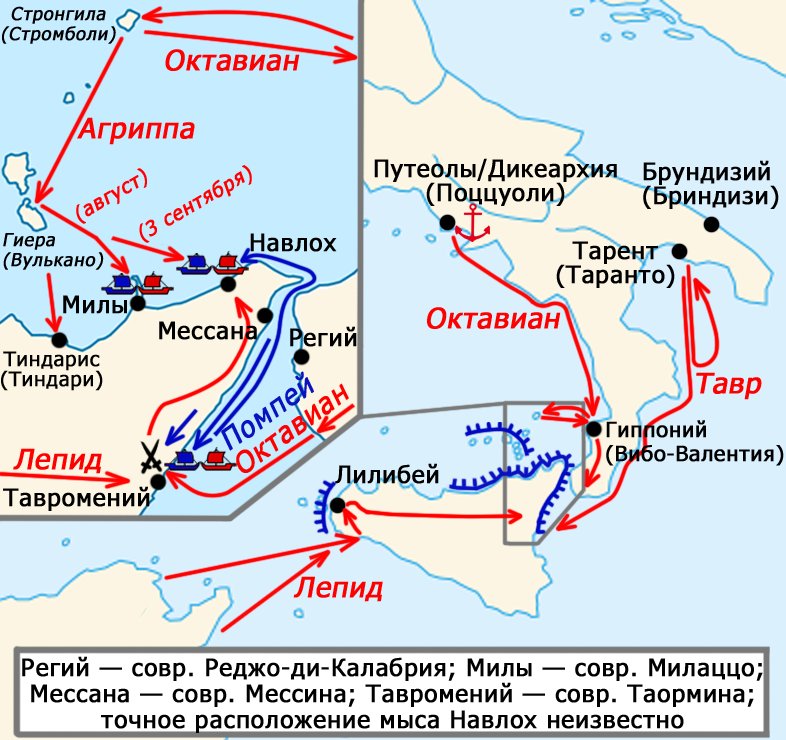
Война с Секстом Помпеем. Кампания 36 года до н. э.
↗ — действия Октавиана и Лепида;
↗ — действия Секста Помпея и его подчинённых

В течение четырёх лет (40—36 годы до н. э.) Марк Эмилий почти не упоминался в источниках. Известно, что в это время он чеканил монеты с изображением Цезаря (это можно трактовать как проявление его претензий на наследство диктатора) и активно набирал жителей своих провинций в легионы и вспомогательные части. В общей сложности Лепид смог сформировать семь или восемь новых легионов, что может говорить о преследовании им масштабных целей. В 38 году до н. э. Лепид ответил отказом на просьбу Октавиана о помощи против Секста Помпея; в 36 году он всё-таки согласился принять участие в этом конфликте — по-видимому, к тому моменту он считал свою армию достаточно сильной, чтобы играть самостоятельную роль, а не подчинённую, как в Перузийской войне. На западе Сицилии, у Лилибея, Лепид высадил двенадцать легионов, к которым позже присоединились ещё два. Помпей вскоре потерпел поражение в большой морской битве, а его основные сухопутные силы заперлись в Мессане, где были осаждены Марком Эмилием и полководцем Октавиана Марком Випсанием Агриппой.
Командир гарнизона Мессины, Плиний Руф, заключил с Лепидом сепаратное соглашение, по которому солдаты Марка вошли в город. Игнорируя протест Агриппы, Лепид присоединил всех уцелевших помпеянцев к своей армии. Теперь у него было уже двадцать два легиона, и он мог на равных соперничать с Октавианом. Марк потребовал от этого своего коллеги восстановления всех своих триумвирских полномочий. Тот лично прибыл к Лепиду, чтобы уговорить его отозвать требования, но дело ограничилось взаимными угрозами. В дальнейшем выяснилось, что солдаты обеих армий не хотят новой гражданской войны и что Марк Эмилий непопулярен даже у своих солдат; начав пропагандистскую кампанию, Октавиан довольно быстро добился перехода на свою сторону всех подчинённых Марка Эмилия. «Лепид угрожал уходившим, удерживал знамёна, говорил, что не пустит их, упрашивал их до тех пор, пока кто-то не сказал, что, мёртвый, он их пропустит; испугавшись такой угрозы, Лепид отступил».
Потеряв всю армию, Марк Эмилий облачился в траурную одежду и отправился к Октавиану просить о пощаде. Согласно Аппиану, он хотел даже упасть ниц, но Октавиан ему этого не позволил. Лепид, лишённый всех атрибутов власти, был отослан в Рим.

### Поздние годы
Дальнейшая судьба Марка Эмилия некоторое время была под вопросом. Октавиану советовали казнить его, а народное собрание постановило лишить Лепида сана верховного понтифика. Но Октавиан советам не последовал, а постановление народного собрания не утвердил: с одной стороны, казнь обладателя высокого жреческого сана навредила бы ему накануне решающей битвы с Антонием, а с другой, сицилийские события показали, что Лепид абсолютно непопулярен, а потому неопасен. В результате бывший триумвир сохранил и жизнь, и имущество, и должность верховного понтифика. Но из состава сената он фактически выбыл и до конца своих дней должен был жить под надзором на вилле недалеко от Цирцей.

Так этот человек, часто бывший полководцем и триумвиром, назначавший начальствующих лиц, вносивший в списки приговорённых к смерти сенаторов, ему равных по положению, жил частным лицом, оказавшись даже ниже некоторых из внесённых в проскрипционные списки, а теперь занимавших высокое положение.
— Аппиан Александрийский. Римская история, XVII, 126.
Только один раз за остаток жизни Марк Эмилий побывал в Риме. Один из его сыновей в 30 году до н. э. составил заговор против Октавиана, но был разоблачён и казнён. Жена Лепида (мать заговорщика) была обвинена в укрывательстве и вызвана в Грецию, на суд к Октавиану. Лепид поехал в Рим, чтобы умолять консула Луция Сения освободить его супругу от этой тягостной и опасной поездки. После ряда униженных просьб и оскорблений со стороны консульских служителей он добился, наконец, своего.
Когда Октавиан, ставший к тому времени Августом, пересматривал списки сенаторов (18 год до н. э.), Марк Антистий Лабеон предложил ему вернуть в сенат Лепида и объяснил, что не понимает, почему не может быть сенатором тот, кто остаётся понтификом. Но предложение Лабеона принято не было. В конце 13 или в начале 12 года до н. э. Марк Эмилий умер, после чего должность верховного понтифика перешла к Августу.

## Семья и потомки
Известно, что в 52 году до н. э. Марк Эмилий был женат на патрицианке Корнелии. В 50 году до н. э. у него была уже другая жена — Юния Секунда, дочь Децима Юния Силана (консула 61 года до н. э.) и Сервилии Старшей. Эта матрона приходилась племянницей Марку Порцию Катону и единоутробной сестрой Марку Юнию Бруту, а на её полнородных сёстрах были женаты Гай Кассий Лонгин и Публий Сервилий Исаврик. Юния родила Лепиду по крайней мере двоих сыновей. Старший, Марк, погиб совсем молодым в 30 году до н. э. Младший, Квинт, прожил более долгую жизнь, но политическую карьеру, по-видимому, не делал. От его брака с Корнелией, внучкой Помпея и Суллы, родился сын Маний, консул 11 года н. э. и тесть императора Гальбы.
Существуют альтернативные версии. В частности, согласно одной из гипотез, Квинт Эмилий Лепид — это консул 21 года до н. э., который в таком случае должен был родиться не позже 54 года до н. э. Тогда он был старшим сыном и родился от первого брака, с Корнелией; либо Асконий Педиан (единственный античный автор, упоминающий Корнелию) сделал ошибку, и речь у него идёт о жене какого-то другого Лепида. Это означает, что Марк был женат только один раз, на Юнии Секунде, и что первым из его сыновей всё-таки был Марк-младший.

## Характеристика личности и деятельности
В античных текстах преобладает мнение, что Марк Эмилий был человеком без особых достоинств, выдвинувшимся на первые позиции благодаря везению и своей родословной. В законченном виде это сформулировал Гай Веллей Патеркул, написавший, что Лепид «был человек в высшей степени тщеславный, лишённый мужества, но незаслуженно долго пользовавшийся милостью фортуны». Аппиан сообщает о нерешительности, робости, «вялости» Марка. Цицерон, когда ему понадобилось дать Лепиду положительную характеристику, смог вспомнить только о его знатности.
Исследователи современности в большинстве своём согласны с античными авторами. Существует мнение, что Цезарь возвысил Марка Эмилия в первую очередь благодаря его заурядности, что Веллей Патеркул, давая свою характеристику, сформулировал мнение современников Лепида, что во Втором триумвирате Марк Эмилий был всего лишь ставленником Антония. Впрочем, согласно альтернативной точке зрения, Лепид во многом стал жертвой пропагандистов, работавших на его политических конкурентов — Антония и Августа, и в действительности играл самостоятельную роль.
Российский исследователь А. Егоров считает Лепида применительно к 40-м годам до н. э. неформальным лидером легатов Цезаря, объединившихся в отдельную политическую группировку. К их числу, по его мнению, относились Квинт Фуфий Кален, Публий Ватиний, Гай Фабий, Гай Требоний, Гай Каниний Ребил. Марк Эмилий стал представителем этой группировки во Втором триумвирате, но был быстро оттеснён на второй план; как типичный военный, он был «прекрасным исполнителем, но неспособным лидером и идеологом». По мнению Парфёнова, всё было как раз наоборот: Лепид, обладавший только «политическим багажом», не имел никаких точек соприкосновения с военной сферой и поэтому потерпел поражение.

## В культуре
Марк Эмилий является персонажем трагедий Уильяма Шекспира «Юлий Цезарь» и «Антоний и Клеопатра». Он действует и в ряде экранизаций этих пьес. В «Юлии Цезаре» 1953 года Лепида играет Дугласс Дамбрилл, 1970 года — Дэвид Додимид, 1979 года — Рой Спенсер, 2002 года — Кристиан Колунд; в «Антонии и Клеопатре» 1963 года — Вильгельм Зено Димер, 1965 года — Микеле Риккардини, 1967 года — Жан-Луи Ле Гофф, 1972 года — Фернандо Рей, 1974 года — Рэймод Вествелл, 1981 года — Эсмонд Кнайт, 1985 года — Эрл Боэн, 2015 года — Рэнди Хьюгсон.
В телесериале «Рим» Лепида играет Ронан Виберт. Марк Эмилий действует также в романах Колин Маккалоу «Октябрьский конь» и «Антоний и Клеопатра».